# Aleksandr Iegórov
Aleksandr Iegórov (rus: Александр Ильич Егоров)  (Buzuluk, 13 d'octubre de 1883 (Julià) - Moscou, 23 de febrer de 1939), nom complet amb patronímic Aleksandr Ilitx Iegórov, rus: Александр Ильич Егоров, fou un comandant militar soviètic, Mariscal de la Unió Soviètica i víctima de la Gran Purga estalinista de finals de la dècada dels 30.
Iegórov (de vegades transliterat Egorov) nasqué en el si d'una família camperola prop de Samara, a la Rússia central. Ingressà a l'Exèrcit del Tsar el 1901, graduant-se com a oficial el 1905. Durant la Primera Guerra Mundial arribà al rang de Tinent Coronel, sent ferit en 5 ocasions. El 1904 s'afilià al Partit Social-Revolucionari, però després de la conquesta del poder dels bolxevics a la Revolució d'Octubre de 1917, acceptà el nou règim i es convertí en comandant del nou Exèrcit Roig.
Durant la Guerra Civil Russa, Iegórov va ser comandant del Front del Sud de l'Exèrcit Roig i tingué una participació destacada en la derrota de l'Exèrcit Blanc a Ucraïna. El 1920 va ser un dels comandants soviètics durant la Guerra Poloneso-Soviètica, sent un estret aliat en aquesta campanya de Stalin i de Semion Budionni. El 1925-26 va ser enviat com a conseller militar a la Xina. El 1927 va ser nomenat comandant de l'Exèrcit Roig a Belarús. El 1931 esdevingué Vice-Ministre de Defensa i Cap de l'Estat Major de l'Exèrcit Roig. El 1934 va ser escollit membre candidat al Comitè Central del Partit Comunista de la Unió Soviètica. El 1935, va ser un dels 5 primers Mariscals de la Unió Soviètica.
Donades la seva vella amb Stalin i Budionni, Iegórov se sentí segur davant l'onada d'arrestos que va haver a l'Exèrcit Roig el 1937, amb l'inici de la Gran Purga estalinista. Oficialment va ser nomenat jutge al judici de Mikhaïl Tukhatxevski al juny d'aquell any, tot i que és dubtós que el judici arribés a tenir lloc. Però aquell mateix any va ser detingut al febrer de 1938 i executat algun temps després (oficialment s'anuncià el febrer de 1939, però hi ha fonts soviètiques que daten la seva mort el 1941.
Va ser rehabilitat per Nikita Khrusxov durant la desestalinització.

## Condecoracions
- 2 Ordes de la Bandera Roja (1919, 1928)
- Orde de la Bandera Roja de l'RSS de l'Azerbaidjan (1921)
- Orde de la Bandera Roja de l'RSS de Georgia (1924)
- Medalla del 20è Aniversari de l'Exèrcit Roig